# B. J. Novak

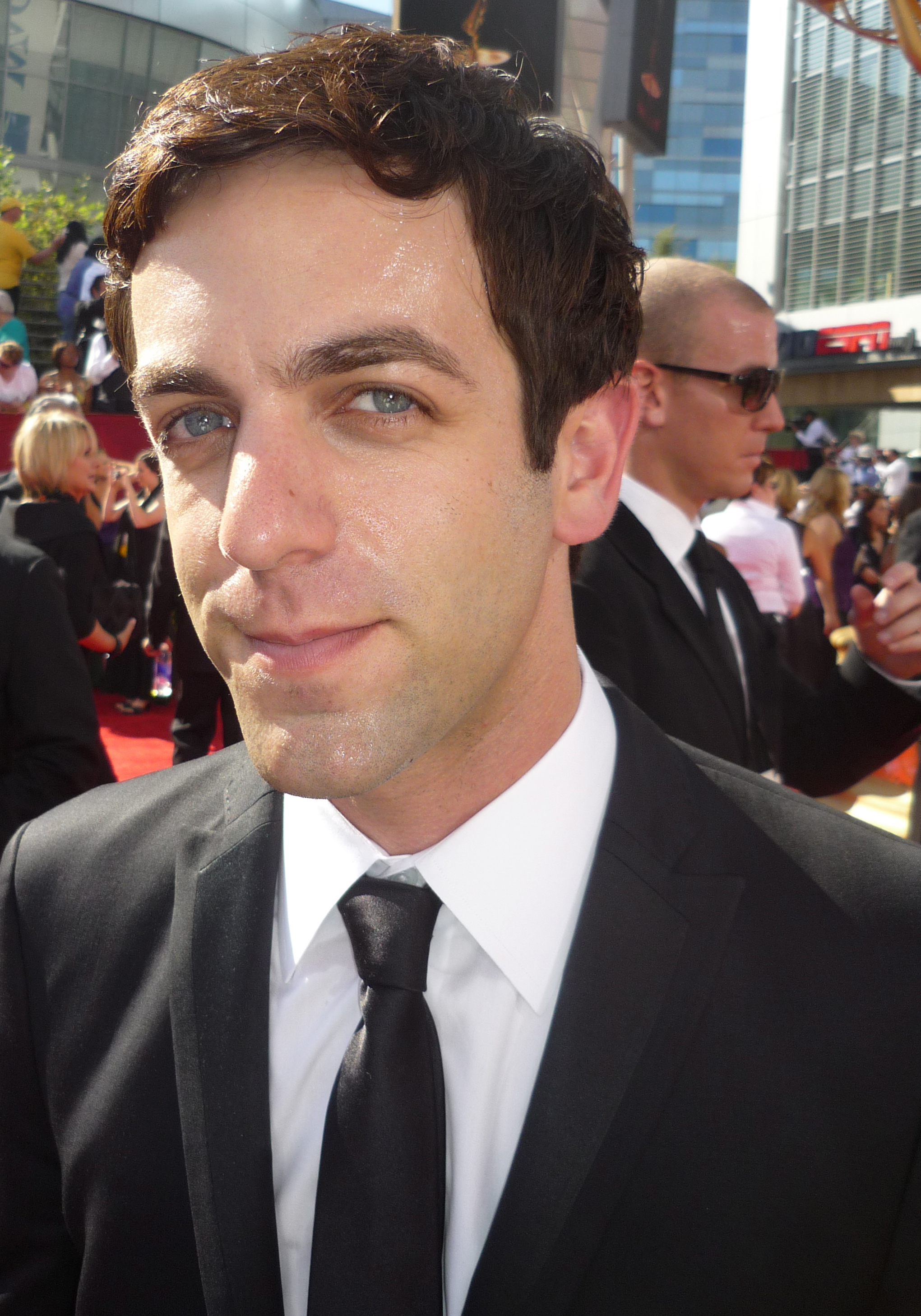
B. J. Novak (2009)

Benjamin Joseph Manaly Novak (* 31. Juli 1979 in Newton, Massachusetts) ist ein US-amerikanischer Schauspieler, Drehbuchautor, Stand-Up Comedian, Regisseur sowie Autor.

## Leben
B. J. Novak wuchs in Newton, Massachusetts, auf. Sein Bruder, Jesse Novak, ist Komponist für Electro-Musik. Früher war dieser Mitglied der Comedy-Gruppe Olde English. Sein jüngerer Bruder, Lev, gibt an B. Js. früherer High School einen Comedy-Kurs. Sein Vater, William Novak, ist Ghostwriter und Co-Autor von The Big Book of Jewish Humor.
Er besuchte die Newton South High School mit John Krasinski, der später mit ihm in The Office spielte. Während seiner Zeit in der High School schrieb er eine Satire mit Krasinski in einer Hauptrolle.
Später besuchte er die Harvard University, wo er mit Auszeichnung in englischer und spanischer Literatur graduierte. Während seiner Studienzeit schrieb er für The Harvard Lampoon.
Nach seinem Abschluss zog er 2001 nach Los Angeles, wo er als Comedian auftrat. Seinen ersten Auftritt hatte er am 10. Oktober 2001 in der „Hollywood Youth Hostel“. Er machte sich schnell einen Namen in Clubs wie dem Improv und wurde von dem Branchenblatt Variety 2003 unter die „Ten Comedians To Watch“ gewählt.
Er schrieb für The WB zwei Folgen der kurzlebigen Serie Raising Dad und trat in der Comedy-Central-Serie Premium Blend sowie in Late Night with Conan O’Brien auf. Außerdem moderierte er die MTV-Serie Punk’d.
Von 2005 bis 2013 war er Autor und Schauspieler in der US-Version von The Office. Dadurch wurde ihm 2007 und 2008 jeweils eine Emmy-Nominierung in der Kategorie „Outstanding Comedy Series“ zuteil. Auf der Leinwand war er schon in den Filmen Oh je, du Fröhliche, Die Liebe in mir und Beim ersten Mal zu sehen. 2009 spielte er in dem Film Inglourious Basterds die Rolle des PFC Smithson Utivich.
Im Februar 2014 erschien sein Buch One More Thing: Stories and Other Stories, das im Deutschen den Titel Cornflakes mit Johnny Depp: Storys und andere Storys trägt und im August 2014 veröffentlicht wurde.
2018 publizierte er das Kinderbuch The Book with No Pictures.
Mit dem im Jahr 2022 erschienenem Film Rache auf Texanisch, einer schwarzen Komödie, feierte Novak sein Regiedebüt. Er verantwortete zudem das Drehbuch und übernahm auch eine Rolle.

## Filmografie (Auswahl)
Als Schauspieler
- 2005–2013: The Office (Fernsehserie, 166 Episoden)
- 2006: Oh je, du Fröhliche (Unaccompanied Minors)
- 2007: Die Liebe in mir (Reign Over Me)
- 2007: Beim ersten Mal (Knocked Up)
- 2009: Inglourious Basterds
- 2013: The Mindy Project (Fernsehserie, 3 Episoden)
- 2013: Prakti.com (The Internship)
- 2013: Saving Mr. Banks
- 2014: The Amazing Spider-Man 2: Rise of Electro
- 2016: The Founder
- 2022: Rache auf Texanisch (Vengeance)
- 2025: Poker Face (Fernsehserie, Folge 2x05)

Als Regisseur
- 2009–2012: The Office (Fernsehserie, 5 Episoden)
- 2013: The Mindy Project (Fernsehserie, 2 Episoden)
- 2021: The Premise (Fernsehserie, 2 Episoden)
- 2022: Rache auf Texanisch (Vengeance)

Als Drehbuchautor
- 2001–2002: Raising Dad – Wer erzieht wen? (Raising Dad, Fernsehserie, 2 Episoden)
- 2005–2012: The Office (Fernsehserie, 15 Episoden)
- 2013: The Mindy Project (Fernsehserie, Episode 1x13)
- 2021: The Premise (Fernsehserie, Schöpfer, Drehbuch von 5 Episoden)
- 2022: Rache auf Texanisch (Vengeance)